# Zimiromus sununga
Zimiromus sununga Buckup & Brescovit, 1993 è un ragno appartenente alla famiglia Gnaphosidae.

## Etimologia
Il nome della specie deriva dalla località brasiliana di rinvenimento degli esemplari il 19 febbraio 1988: Praia da Sununga.

## Caratteristiche
L'olotipo maschile rinvenuto ha lunghezza totale è di 4,60mm; la lunghezza del cefalotorace è di 1,90mm; e la larghezza è di 1,40mm.

## Distribuzione
La specie è stata reperita nel Brasile meridionale: l'olotipo maschile è stato rinvenuto nei pressi della località di Praia da Sununga, a pochi chilometri da Ubatuba, appartenente allo stato di San Paolo.

## Tassonomia
Al 2016 non sono note sottospecie e dal 1993 non sono stati esaminati nuovi esemplari.